# Onthophagus kikutai
Onthophagus kikutai là một loài bọ cánh cứng trong họ Bọ hung (Scarabaeidae).